# Consistenza (statistica)
In statistica, la consistenza è una proprietà di desiderabilità degli stimatori. 
In sostanza uno stimatore è consistente se, all'aumentare dell'informazione, ossia della numerosità del campione, la sua distribuzione di probabilità si concentra in corrispondenza del valore del parametro da stimare.

## Definizione
Se {\displaystyle X=\left\{X_{i}\right\}_{i=1}^{n}} è un campione, e {\displaystyle n} la sua dimensione.
- Uno stimatore {\displaystyle T_{n}(X)} per un parametro {\displaystyle \vartheta } si dice consistente in senso debole se al tendere a infinito della numerosità del campione, esso converge in probabilità al valore del parametro:

{\displaystyle \lim _{n\rightarrow \infty }P\left\{|T_{n}(X)-\vartheta |>\varepsilon \right\}=0\quad \forall \ \varepsilon >0.}
- Uno stimatore {\displaystyle T_{n}(X)} per un parametro {\displaystyle \vartheta } si dice consistente in senso forte se al tendere a infinito della numerosità del campione, esso converge quasi certamente al valore del parametro.

## Condizione sufficiente
Nella pratica non sempre è facile dimostrare la consistenza di uno stimatore sulla base della definizione presentata sopra. È spesso più semplice ricorrere al seguente risultato.
Condizione sufficiente affinché uno stimatore {\displaystyle T_{n}(X)} per un parametro {\displaystyle \vartheta } sia consistente in senso debole è che:
1. {\displaystyle \lim _{n\rightarrow \infty }{\textrm {E}}[T_{n}(X)]=\vartheta } (correttezza asintotica);
2. {\displaystyle \lim _{n\rightarrow \infty }{\textrm {var}}\left(T_{n}(X)\right)=0}.

## Esempi
Se {\displaystyle X_{1},\ldots ,X_{n}} è un campione indipendente e identicamente distribuito e se {\displaystyle \mu } è la media comune delle X ({\displaystyle \mu =E(X_{i})}), allora la media campionaria {\displaystyle {\frac {1}{n}}(X_{1}+\cdots +X_{n})} è uno stimatore consistente in senso forte in virtù della legge forte dei grandi numeri.
Se {\displaystyle X_{1},\ldots ,X_{n}} è un campione dove le {\displaystyle X_{i}} hanno media comune {\displaystyle \mu }, varianza comune finita e sono incorrelati, allora la media campionaria {\displaystyle {\frac {1}{n}}(X_{1}+\cdots +X_{n})} è uno stimatore consistente in senso debole in virtù della legge debole dei grandi numeri.